# Hanácký župní přebor 1998/1999
V soubojích 8. ročníku Hanáckého župního přeboru 1998/99 (jedna ze skupin 5. fotbalové ligy) se utkalo 16 týmů každý s každým dvoukolovým systémem podzim–jaro. Tento ročník začal v srpnu 1998 a skončil v červnu 1999.

## Nové týmy v sezoně 1998/99
- Z Divize E 1997/98 sestoupilo do Hanáckého župního přeboru mužstvo FC Slavoj Bruntál, z Divize D 1997/98 žádné mužstvo.
- Ze skupin I. A třídy Hanácké župy 1997/98 postoupila mužstva TJ Sokol Lázně Velké Losiny (vítěz skupiny A) a Spartak VTJ Lipník nad Bečvou (vítěz skupiny B).[1]

## Konečná tabulka
Zdroj: 
| Poř. | Tým                               | Z  | V  | R  | P  | VG | OG | B  |
| ---- | --------------------------------- | -- | -- | -- | -- | -- | -- | -- |
| 1.   | FC Slavoj Bruntál (S)             | 30 | 18 | 9  | 3  | 64 | 25 | 63 |
| 2.   | SK Lipová                         | 30 | 14 | 8  | 8  | 47 | 27 | 50 |
| 3.   | TJ Sigma Hodolany                 | 30 | 14 | 6  | 10 | 52 | 44 | 48 |
| 4.   | TJ Sokol Lázně Velké Losiny (N)   | 30 | 12 | 9  | 9  | 43 | 31 | 45 |
| 5.   | FK Hlubočky                       | 30 | 12 | 7  | 11 | 57 | 42 | 43 |
| 6.   | SK Bělkovice-Lašťany              | 30 | 11 | 10 | 9  | 44 | 41 | 43 |
| 7.   | TJ Tatran Litovel                 | 30 | 10 | 11 | 9  | 56 | 47 | 41 |
| 8.   | TJ FK Ruda nad Moravou            | 30 | 12 | 5  | 13 | 42 | 61 | 41 |
| 9.   | TJ Agrostroj Prostějov            | 30 | 11 | 6  | 13 | 36 | 42 | 39 |
| 10.  | HFK Přerov „B“                    | 30 | 10 | 8  | 12 | 46 | 58 | 38 |
| 11.  | SKP Slovan Moravská Třebová       | 30 | 10 | 8  | 12 | 26 | 39 | 38 |
| 12.  | TJ Sokol Dub nad Moravou          | 30 | 10 | 7  | 13 | 46 | 54 | 37 |
| 13.  | Spartak VTJ Lipník nad Bečvou (N) | 30 | 10 | 6  | 14 | 43 | 51 | 36 |
| 14.  | FK Jeseník                        | 30 | 8  | 12 | 10 | 35 | 45 | 36 |
| 15.  | FK Mohelnice-Moravičany           | 30 | 9  | 8  | 13 | 40 | 44 | 35 |
| 16.  | SK Hranice „B“                    | 30 | 6  | 6  | 18 | 34 | 60 | 24 |

Poznámky:
- Z = Odehrané zápasy; V = Vítězství; R = Remízy; P = Prohry; VG = Vstřelené góly; OG = Obdržené góly; B = Body; (S) = Mužstvo sestoupivší z vyšší soutěže; (N) = Mužstvo postoupivší z nižší soutěže (nováček)

|  | Postup do Divize E 1999/00                        |
|  | Sestup do I. A třídy Hanácké župy – sk. A 1999/00 |
|  | Sestup do I. A třídy Hanácké župy – sk. B 1999/00 |